# Михайлов, Дмитрий Сергеевич
Дмитрий Сергеевич Михайлов (8 [21] мая 1824—15 [28] января 1889) — русский  популяризатор естествознания, учёный и педагог в области зоологии, орнитологии и энтомологии, профессор и магистр ботаники,  тайный советник. Попечитель Оренбургского учебного округа, член Санкт-Петербургского Педагогического общества.

## Биография
Родился в 1824 году дворянской семье Михайловых. Учился в Пензенской гимназии.
В 1847 году с отличием окончил курс по математическому отделению, а в 1848 году по естественному отделению физико-математического факультета Императорского Санкт-Петербургского университета. В 1848 году оставлен в университете для подготовки к профессорскому званию, в качестве преподавателя читал лекции по зоологии; в 1852 году Михайлов защитил диссертацию на степень магистра под названием «Исследование рода рогоз (Týpha) преимущественно в систематическом отношении», в своей диссертации им был дан обзор литературы по роду Týpha, так же были рассмотрены виды "Typha latifolia L." и "Тypha angustifolia L". 
С 1852 по 1865 год в качестве сотрудника отдела новостей естественных наук «журнала Министерства народного просвещения», занимался помещением статей по ботанике и рецензий на естественно-исторические книги. Одновременно, с 1852 по 1862 год был старшим преподавателем в Ларинской гимназии, где читал лекции по естественным наукам. С 1860 года был профессором зоологии, орнитологии, а затем и энтомологии в Санкт-Петербургском земледельческом институте. В 1860 году стал действительным членом Санкт-Петербургского Педагогического общества; в 1861 году, ещё до первого официально разрешённого заседания, члены отделения естественных наук Педагогического общества собирались на квартире у Михайлова и Н. И. Раевского, где в числе прочих присутствовали К. К. Сент-Илер, Н. Е. Цабель, К. Ф. Кесслер и Ф. Ф. Эвальд.
С 6 сентября 1862 по 6 сентября 1863 года был в отставке.
Основал и с 1864 по 1868 год издавал естественно-исторический журнал «Натуралист» (приложение к педагогическому журналу «Учитель»), в котором участвовали ряд крупнейших русских натуралистов, в том числе А. Н. Бекетов, А. С. Фоминцын и Ф. И. Рупрехт. 
В 1867 году был назначен директором училищ Санкт-Петербургской губернии; 22 декабря 1872 года был произведен в действительные статские советники. С 31 мая 1872 года, по поручению министра просвещения графа Д. А. Толстого, он занимался устройством Санкт-Петербургского учительского института и после его открытия 25 октября 1872 года стал его первым директором. С 1878 года был назначен окружным инспектором Санкт-Петербургского учебного округа, с 1880 года — помощник попечителя Санкт-Петербургского учебного округа князя Михаила Сергеевича Волконского (с 1881 года — Ф. М. Дмитриева). С 18 марта 1885 по 1889 год был попечителем Оренбургского учебного округа; 1 января 1886 года был произведён в тайные советники.
Скончался 15 (27) января 1889 года в Санкт-Петербурге. Похоронен на Никольском кладбище Александро-Невской Лавры.
Жена — Елизавета Фёдоровна Михайлова (1830—28.11.1917); 10 февраля 1863 года у них родилась дочь Ольга.

## Награды
- Орден Святого Станислава 3-й степени (1852);
- Орден Святой Анны 2-й степени (1862);
- Орден Святого Станислава 2-й степени  с Императорской короной (1870);
- Орден Святой Анны 2-й степени с Императорской короной (21.12.1874);
- Орден Святого Владимира 4-й степени (1876)
- Орден Святого Владимира 3-й степени (1.1.1878)
- Орден Святого Станислава 1-й степени (1.01.1880);
- Орден Святой Анны 1-й степени (1.01.1883);
- Орден Святого Владимира 2-й степени (1.1.1889)

Медали:
- Медаль «В память войны 1853—1856» на андреевской ленте (1856)[9].